# Lotto Dstny
Lotto Dstny (código UCI: LTD) é um equipa ciclista profissional belga, de categoria UCI World Team. Participa no UCI World Tour bem como de algumas corridas do Circuito Continental.
Fundado em 1985 baixo o patrocínio da lotaria nacional belga, Lotto, trata-se da equipa mais longeva do pelotão actual, conquanto a equipa espanhola Movistar leva mais anos ainda que, isso sim, baixo diferentes denominações como Reynolds, Banesto ou Caisse d'Epargne. Seu nome tem ido mudando em função do copatrocinador que acompanhasse a Lotto, que segue com a equipa desde a sua criação. Em 2012 sofreu uma profunda remodelagem ao ir-se o seu patrocinador principal dos últimos anos (Omega Pharma) a financiar o seu grande rival, a Quick Step. No entanto, considera-se a mesma equipa ao herdar-se grande parte da estrutura e manter a sua categoria pese a desaparecer a sociedade ciclista propriedade da Omega Pharma que era proprietária desta equipa desde a criação do UCI Pro Tour em 2005.
A equipa flamenga enfrentou 2012 com a incógnita de se, no ano da reestruturação, manteria o alto nível competitivo dos últimos anos, nos que, além de em clássicas, tinha oferecido um bom nível em provas por etapas com Cadel Evans ou Jurgen Van den Broeck, que seguia na equipa.
Devido à finalização do contrato da Belisol em 2014, no final de julho de 2014 Lotto Cycling Project anunciou a sua continuidade na máxima categoria, devido à entrada de um novo patrocinador denominado Soudal, uma empresa que se dedica à fabricação de produtos químicos e que acompanhasse à esquadra da lotaria belga pelo menos até 2020; desta maneira também seguirá em pé a equipa de ciclismo feminino e sub-23.

## História da equipa
A equipa funda-se em 1985 baixo o patrocínio da lotaria nacional belga, Lotto. Um de seus primeiros directores foi Walter Godefroot.
Em 2003 fundiu-se com a equipa também belga do Domo.
Em 2005 a companhia Omega Pharma converteu-se no patrocinador principal da equipa. Nesse ano a formação estreiou também no UCI Pro Tour, máxima categoria do ciclismo de estrada profissional que se estreava em essa temporada.
Na temporada de 2007 conseguiu um total de 23 vitórias, destacando sobretudo a etapa do Giro d'Italia e a do Tour de France vencidas por Robbie McEwen, e a etapa também no Tour de France vencida por Cadel Evans. Também são destacáveis a etapa e a classificação geral da Volta à Polónia de Johan Van Summeren e as etapas de Robbie McEwen na Tirreno-Adriático, na Volta à Romandia, na Volta à Suíça e no Tour do Benelux.
Na temporada de 2008 conseguiu um total de 18 vitórias, destacando sobretudo a etapa da Volta a Espanha vencida por Greg Van Avermaet. Também são destacáveis a etapa na Paris-Nice de Cadel Evans, 1 etapa do Volta à Romandia, 2 etapas da Volta à Suíça e a Vattenfall Cyclassics vencidas por Robbie McEwen e a etapa na Volta à Polónia de Jürgen Roelandts. Outras vitórias importantes foram a etapa na Volta à Andaluzia de Cadel Evans, a etapa da Volta à Bélgica de Greg Van Avermaet ou a Paris-Bruxelas de Robbie McEwen. Ademais conseguiu 2 Campeonatos nacionais em estrada.

## Corredor melhor classificado nas Grandes Voltas
| Ano  | Giro d'Italia             | Tour de France             | Volta a Espanha           |
| ---- | ------------------------- | -------------------------- | ------------------------- |
| 1985 | -                         | 14.º Eddy Schepers         | -                         |
| 1986 | -                         | -                          | -                         |
| 1987 | -                         | -                          | -                         |
| 1988 | -                         | -                          | -                         |
| 1989 | -                         | -                          | -                         |
| 1990 | -                         | 9.º Claude Criquielion     | -                         |
| 1991 | -                         | 35.º Johan Bruyneel        | -                         |
| 1992 | -                         | 51.º Jan Nevens            | -                         |
| 1993 | -                         | 83.º Luc Roosen            | -                         |
| 1994 | -                         | 24.º Jim Van De Laer       | -                         |
| 1995 | -                         | 71.º Andréi Chmil          | -                         |
| 1996 | -                         | 77.º Andréi Chmil          | -                         |
| 1997 | -                         | 25.º Laurent Madouas       | -                         |
| 1998 | -                         | 16.º Kurt Van De Wouwer    | 34.º Ludo Dierckxsens     |
| 1999 | -                         | 11.º Kurt Van De Wouwer    | 31.º Kurt Van De Wouwer   |
| 2000 | -                         | 17.º Kurt Van De Wouwer    | -                         |
| 2001 | 42.º Christophe Brandt    | 27.º Mario Aerts           | -                         |
| 2002 | 9.º Rik Verbrugghe        | 35.º Christophe Brandt     | -                         |
| 2003 | 52.º Koos Moerenhout      | 52.º Christophe Brandt     | -                         |
| 2004 | 14.º Christophe Brandt    | 21.º Axel Merckx           | -                         |
| 2005 | 11.º Wim Van Huffel       | 8.º Cadel Evans            | 8.º Mauricio Ardila       |
| 2006 | 17.º Wim Van Huffel       | 4.º Cadel Evans            | 20.º Chris Horner         |
| 2007 | 20.º Mario Aerts          | 2.º Cadel Evans            | 4.º Cadel Evans           |
| 2008 | 7.º Jurgen van den Broeck | 2.º Cadel Evans            | 33.º Roy Sentjens         |
| 2009 | 17.º Francis De Greef     | 15.º Jurgen van den Broeck | 3.º Cadel Evans           |
| 2010 | 21.º Francis De Greef     | 4.º Jurgen van den Broeck  | 17.º Jan Bakelants        |
| 2011 | 22.º Jan Bakelants        | 19.º Jelle Vanendert       | 8.º Jurgen van den Broeck |
| 2012 | 19.º Francis De Greef     | 4.º Jurgen van den Broeck  | 17.º Bart De Clercq       |
| 2013 | 20.º Francis De Greef     | 38.º Bart De Clercq        | 41.º Francis De Greef     |
| 2014 | 14.º Maxime Monfort       | 13.º Jurgen van den Broeck | 16.º Maxime Monfort       |
| 2015 | 11.º Maxime Monfort       | 31.º Tony Gallopin         | 14.º Bart De Clercq       |
| 2016 | 15.º Maxime Monfort       | 40.º Thomas de Gendt       | 16.º Maxime Monfort       |
| 2017 | 13.º Maxime Monfort       | 20.º Tiesj Benoot          | 19.º Sander Armée         |
| 2018 | 57.º Sander Armée         | 65.º Thomas de Gendt       | 42.º Maxime Monfort       |
| 2019 | 51.º Thomas de Gendt      | 59.º Tiesj Benoot          | 8.º Carl Fredrik Hagen    |
| 2020 | 41.º Thomas de Gendt      | 52.º Thomas de Gendt       | 24.º Kobe Goossens        |
| 2021 | 79.º Stefano Oldani       | 65.º Brent Van Moer        | 20.º Steff Cras           |
| 2022 | 48.º Sylvain Moniquet     | 73.º Andreas Kron          | 80.º Thomas de Gendt      |

## Equipa feminina
A equipa conta com uma equipa feminina profissional, a Lotto Soudal Ladies, em activo desde 2006.

## Equipa filial
Conta com uma formação filial, que durante as temporadas de 2008-2011 foi de categoria Continental com diferentes nomes mas sempre com Lotto e Omega Pharma (mediante diferentes marcas comerciais) como patrocinadores principais, sendo o resto de temporadas amadoras tendo exactamente o mesmo nome da sua equipa dependente por isso costuma se chamar Lotto Belisol amador ou Lotto Belisol sub-23 ainda que tenha corredores maiores dessa idade.

## Material ciclista

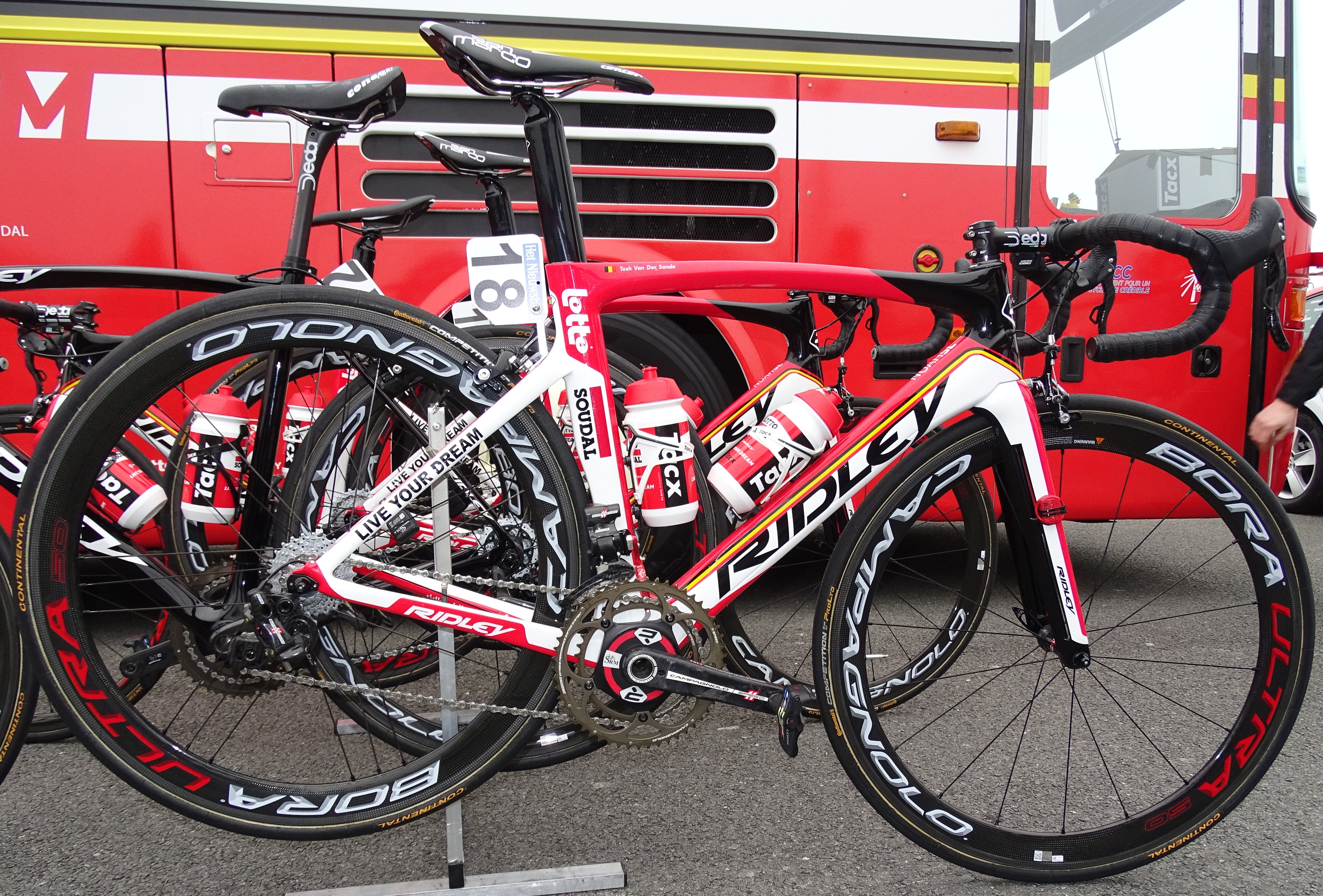
Bicicletas da equipa marca Ridley

A equipa utiliza bicicletas da marca Ridley e equipamento desportivo Vermarc. Anteriormente utilizou bicicletas Canyon.

## Equipação
| 2005-2006 | 2007 | 2008 | 2009 | 2010 | 2011 | 2014-2018 |

## Sede
A sede da equipa encontra-se em Bruxelas (Belliard 25-33 1040).

## Classificações UCI

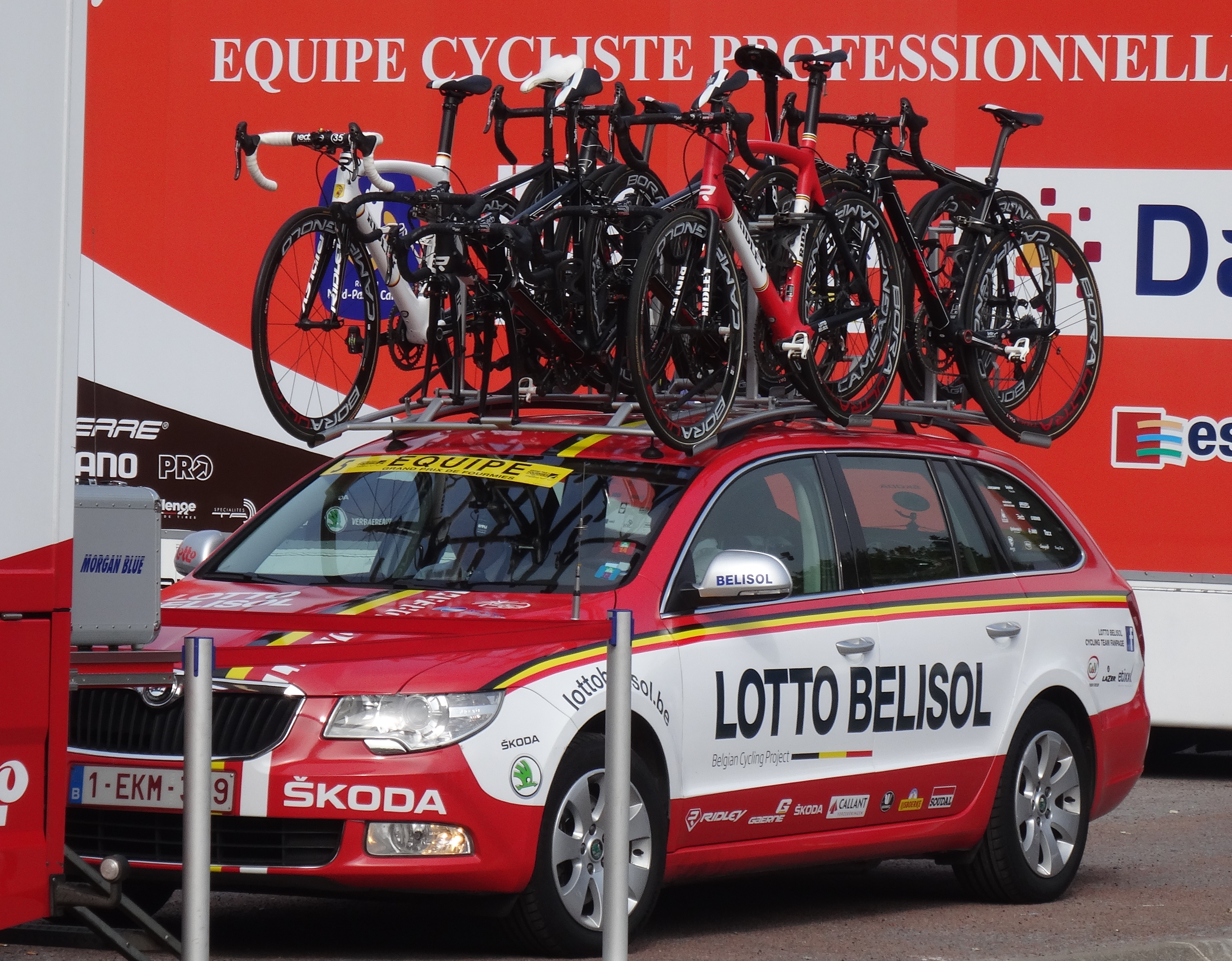
Veículo da equipa

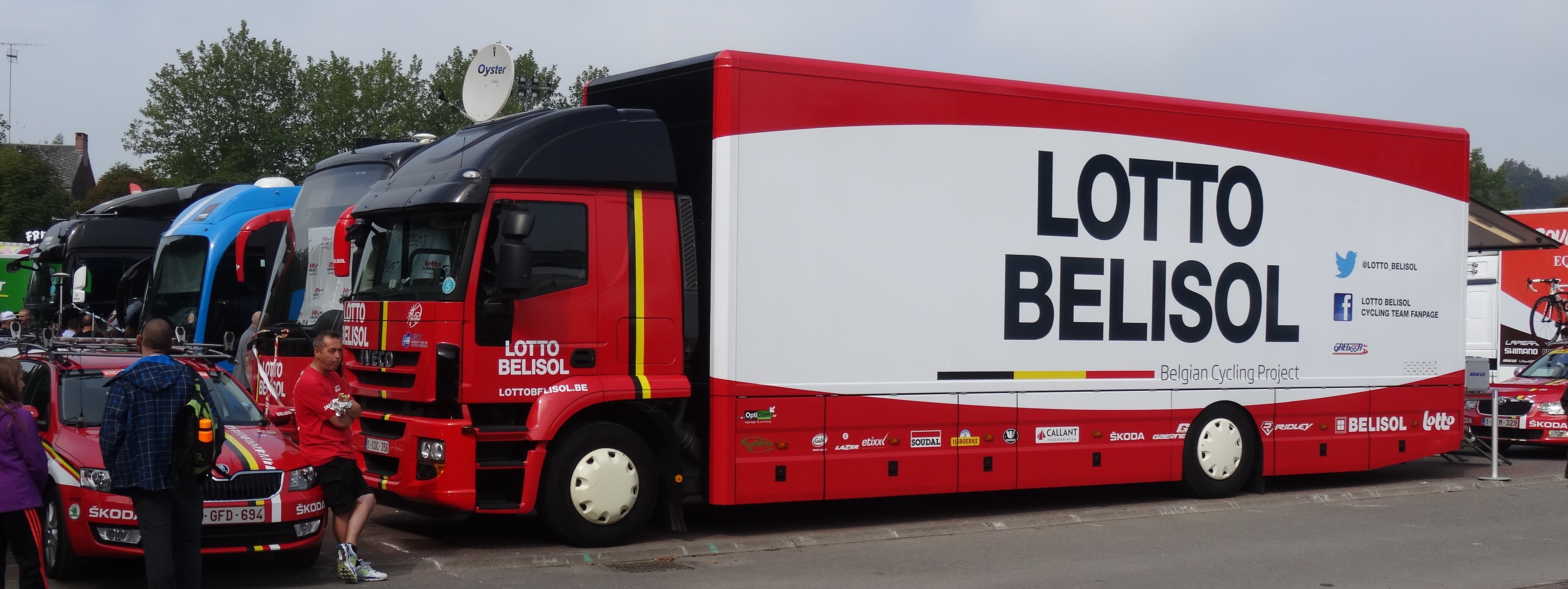
Autocarro da equipa

A União Ciclista Internacional elaborava o Ranking UCI de classificação dos ciclistas e equipas profissionais.
Até ao ano 1998, a classificação da equipa e do seu ciclista mais destacado foi a seguinte:
| Ano  | Classificação por equipas | Melhor corredor na classificação individual | Posição |
| 1995 | 16º                       | Andrei Tchmil                               | 10º     |
| 1996 | 19º                       | Andrei Tchmil                               | 15º     |
| 1997 | 15º                       | Andrei Tchmil                               | 6º      |
| 1998 | 13º                       | Andrei Tchmil                               | 11º     |

A partir de 1999 e até 2004 a UCI estabeleceu uma classificação por equipas divididas em três categorias (primeira, segunda e terceira). A classificação da equipa foi a seguinte:
| Ano  | Categoria | Classificação por equipas | Melhor corredor na classificação individual | Posição |
| 1999 | Primeira  | 10º                       | Andrei Tchmil                               | 4º      |
| 2000 | Primeira  | 16º                       | Andrei Tchmil                               | 9º      |
| 2001 | Primeira  | 5º                        | Niko Eeckhout                               | 30º     |
| 2002 | Primeira  | 4º                        | Robbie McEwen                               | 4º      |
| 2003 | Primeira  | 21º                       | Peter Van Petegem                           | 18º     |
| 2004 | Primeira  | 13º                       | Robbie McEwen                               | 16º     |

A partir de 2005 a UCI instaurou o circuito profissional de máxima categoria, o UCI Pro Tour, onde a equipa está desde que se criou dita categoria. As classificações da equipa são as seguintes:
| Ano  | Classificação por equipas | Melhor corredor na classificação individual | Posição |
| 2005 | 4º                        | Cadel Evans                                 | 17º     |
| 2006 | 16º                       | Cadel Evans                                 | 4º      |
| 2007 | 9º                        | Cadel Evans                                 | 1º      |
| 2008 | 11º                       | Cadel Evans                                 | 6º      |

Depois de discrepâncias entre a UCI e as Grandes Voltas, em 2009 teve-se que refundar o UCI Pro Tour numa nova estrutura chamada UCI World Ranking, formada por carreiras do UCI World Calendar; e a partir do ano de 2011 unindo na denominação comum do UCI World Tour. A equipa seguiu sendo de categoria UCI Pro Tour.
| Ano  | Classificação por equipas | Melhor corredor na classificação individual | Posição |
| 2009 | 6º                        | Cadel Evans                                 | 5º      |
| 2010 | 8º                        | Philippe Gilbert                            | 3º      |
| 2011 | 1º                        | Philippe Gilbert                            | 1º      |
| 2012 | 11º                       | Jurgen Van Den Broeck                       | 14º     |
| 2013 | 18º                       | André Greipel                               | 37º     |
| 2014 | 15º                       | Tim Wellens                                 | 25º     |
| 2015 | 9º                        | André Greipel                               | 24º     |
| 2016 | 14º                       | Tim Wellens                                 | 34º     |
| 2017 | 13º                       | Tim Wellens                                 | 21º     |
| 2018 | 15º                       | Tim Wellens                                 | 18º     |
| 2019 | 9.º                       | Tim Wellens                                 | 17.º    |
| 2020 | 17.º                      | Caleb Ewan                                  | 35.º    |
| 2021 | 18.º                      | Tim Wellens                                 | 65.º    |
| 2022 | 14.º                      | Arnaud De Lie                               | 6.º     |

## Palmarés
Para anos anteriores, veja-se Palmarés da Lotto Soudal

### Palmarés 2023

#### UCI WorldTour
| Datas | Corridas | Vencedor |

#### UCI ProSeries
| Datas     | Corridas                  | Vencedor      |
| 6 de maio | Grande Prêmio de Morbihan | Arnaud De Lie |

#### Circuitos Continentais da UCI
| Datas           | Circuito                | Corridas                         | Vencedor       |
| 22 de janeiro   | UCI Europe Tour de 2023 | Grande Prêmio Valencia           | Arnaud De Lie  |
| 1 de fevereiro  | UCI Europe Tour de 2023 | 1.ª etapa da Estrela de Bessèges | Arnaud De Lie  |
| 3 de fevereiro  | UCI Europe Tour de 2023 | 3.ª etapa da Estrela de Bessèges | Arnaud De Lie  |
| 28 de fevereiro | UCI Europe Tour de 2023 | Le Samyn                         | Milan Menten   |
| 14 de março     | UCI Asia Tour de 2023   | 3.ª etapa do Tour de Taiwan      | Tijl De Decker |
| 27 de maio      | UCI Europe Tour de 2023 | Clássica Van Merksteijn Fences   | Caleb Ewan     |

#### Campeonatos nacionais
| Datas | Corridas | Ganhador |

## Plantel
Para anos anteriores, veja-se Elencos da Lotto Soudal

### Elenco de 2023
| Nome                | Nascimento | Nacionalidade | Equipa de 2022                  |
| Johannes Adamietz   | 24/05/1998 | Alemanha      | Saris Rouvy Sauerland Team      |
| Cedric Beullens     | 27/01/1997 | Bélgica       | Lotto Soudal                    |
| Victor Campenaerts  | 28/10/1991 | Bélgica       | Lotto Soudal                    |
| Jasper De Buyst     | 24/11/1993 | Bélgica       | Lotto Soudal                    |
| Thomas de Gendt     | 06/11/1986 | Bélgica       | Lotto Soudal                    |
| Arnaud De Lie       | 16/03/2002 | Bélgica       | Lotto Soudal                    |
| Jarrad Drizners     | 31/05/1999 | Austrália     | Lotto Soudal                    |
| Pascal Eenkhoorn    | 08/02/1997 | Países Baixos | Jumbo-Visma                     |
| Caleb Ewan          | 11/07/1994 | Austrália     | Lotto Soudal                    |
| Frederik Frison     | 28/07/1992 | Bélgica       | Lotto Soudal                    |
| Sébastien Grignard  | 29/04/1999 | Bélgica       | Lotto Soudal                    |
| Jacopo Guarnieri    | 14/08/1987 | Itália        | Groupama-FDJ                    |
| Andreas Kron        | 01/06/1998 | Dinamarca     | Lotto Soudal                    |
| Arjen Livyns        | 01/09/1994 | Bélgica       | Bingoal Pauwels Sauces WB       |
| Milan Menten        | 31/10/1996 | Bélgica       | Bingoal Pauwels Sauces WB       |
| Sylvain Moniquet    | 14/01/1998 | Bélgica       | Lotto Soudal                    |
| Mathijs Paasschens  | 18/03/1996 | Países Baixos | Bingoal Pauwels Sauces WB       |
| Michael Schwarzmann | 07/01/1991 | Alemanha      | Lotto Soudal                    |
| Alec Segaert        | 16/01/2003 | Bélgica       | Neo (Lotto Soudal U23)          |
| Rüdiger Selig       | 19/02/1989 | Alemanha      | Lotto Soudal                    |
| Eduardo Sepúlveda   | 13/06/1991 | Argentina     | Drone Hopper-Androni Giocattoli |
| Liam Slock          | 18/09/2000 | Bélgica       | Neo (Lotto Soudal U23)          |
| Harry Sweeny        | 09/07/1998 | Austrália     | Lotto Soudal                    |
| Jarne Van de Paar   | 23/10/2000 | Bélgica       | Neo (Lotto Soudal U23)          |
| Lennert Van Eetvelt | 17/07/2001 | Bélgica       | Neo (Lotto Soudal U23)          |
| Maxim Van Gils      | 25/11/1999 | Bélgica       | Lotto Soudal                    |
| Brent Van Moer      | 12/01/1998 | Bélgica       | Lotto Soudal                    |
| Florian Vermeersch  | 12/04/1999 | Bélgica       | Lotto Soudal                    |

1. ↑  Desde 24 de fevereiro